# Lipovec (Chrudimi járás)
Lipovec település Csehországban, a Chrudimi járásban. Lipovec Míčov-Sušice, Hošťalovice, Bousov, Podhořany u Ronova, Žlebské Chvalovice, Bílé Podolí és Vinaře településekkel határos. Lakosainak száma 241 fő (2024. január 1.).

## Népesség
A település lakosságának változását az alábbi diagram mutatja:
| Lakosok száma | 573  | 575  | 551  | 388  | 309  | 231  | 243  | 242  | 241  | 241  |
|               | 1869 | 1890 | 1921 | 1950 | 1980 | 2001 | 2017 | 2019 | 2022 | 2024 |